# 進藤津る
進藤 津る（しんどうつる）は、山梨県の幼児教育の先駆者で、県内最初の私立幼稚園を設立した。

## 略歴
1864年（元治元年）2月27日、進藤源右衛門の次女として甲府市に生まれる。1876年（明治9年）12歳で東京女子師範学校に入学し、1881年（明治14年）の卒業と同時に山梨県立師範学校（現山梨大学）で教鞭を振るう。1884年（明治17年）梶野彬と結婚のため退職、夫に伴い三重県津市に引っ越し一男一女をもうける。夫の急逝により、山梨に戻る。1897年（明治30年）山梨県師範学校に復職し、附属幼稚園の主任保母として働く。1898年（明治31年）3月付属幼稚園が廃止になる。
当時の幼児教育の必要性を訴え、あらゆる困難を克服し1898年（明治31年）に県内最初の私立幼稚園「進徳幼稚園」を設立する。幼児完全育成のためには、母親の自覚と積極的協力がなくてはならないことを強調し、家庭婦人の地位向上の面にも情熱を注いだ。山梨県婦人会の設立や各地域の婦人会総会などの講師として奔走し、今日の婦人活動の基礎づくりに貢献した。幼稚園の経営や幼児教育の研究を通して親睦を深める山梨保育会（後の山梨県私立幼稚園協会）が発足し、初代会長となる。
1940年（昭和15年）胃癌のため亡くなる。

## 山梨における幼児教育
文部省は1872年(明治5年)に学制を頒布した。その中の小学校の項目で6歳までの小学校前の教育（幼稚小学）について規定している。これを受けて1876年(明治9年)官立の幼稚園を東京女子師範学校（お茶の水女子大学の前身）に設置した。また、1878年（明治11年）には、同師範学校にて幼稚園教諭の養成を行うようになり、日本全国に幼児教育を普及させることとなった。
この動きを受けて、山梨県では1887年（明治20年）山梨尋常師範学校が幼稚保育科を設置した。これが山梨県における最初の幼稚園である。ここで行われた保育内容は東京女子師範学校附属幼稚園を模範として、談話、手技、計方、唱歌、遊戯というフレーベル幼稚園教育の内容に行儀の科目が加えられていて、小学校のように教授的に行われていた。しかしながら財政難から長くは続かず1898年（明治31年）に廃園となった。

## 進徳幼稚園
山梨県における幼児教育の必要性を強く感じていた進藤津るは、私立幼稚園の設立に向けて積極的に動き、1898年（明治31年）4月に進徳幼稚園を開園した。進徳幼稚園は甲府市紅梅町（現在の丸の内１丁目16番ホテル談露館北隣辺）にあった若尾家所有の学問所跡を借り受け、保育室２、お付き部屋を造り、保母2名、代用保母1名で始まった。1904年（明治37年）甲府市桜町の官有地（現在の甲府市社会教育センターの場所）を借りて、園舎を新築し、保育室3、遊戯室、お付き部屋、園長住宅、他を造った。その当時の園児の服装は、男児が筒袖の着物、女児が袖の長い和服に白いエプロンであった。
1945年（昭和20年）7月7日の甲府空襲で園舎は焼けずに残ったが、食糧営団などに貸すこととなり、一時休園となった。1946年（昭和21年）5月に園長宅で保育を再開する。1947年（昭和22年）貸していた園舎を明け渡してもらい、修理して使い、給食も再開する。1954年（昭和29年）園舎を大改造して保育室3とする。地域からの要望もあり、1959年（昭和34年）甲府市貢川に進徳幼稚園貢川分園を開設する。1965年（昭和40年）手狭になった本園を甲府市湯村2−4−35に新園舎を建てて移転し、保育室9、遊戯室、保健室、会議室、プールなどが造られた。